# میرزا جبار محمدزاده
میرزا جبار محمدزاده (ترکی آذربایجانی: Mirzə Cabbar Mirzə Abbas oğlu Məmmədzadə؛ ۲۰ ژانویهٔ ۱۸۸۲ – ۳ ژانویهٔ ۱۹۳۸) آموزشگر، دکترای علوم تربیتی، استاد آذربایجانی (۱۹۳۷) و نماینده اولین دوره مجلس ملی نخستین جمهوری ارمنستان بود.

## زندگی‌نامه
میرزا جبار محمدزاده ۲۰ ژانویه ۱۸۸۲ در شهر ایروان اویزد ایروان، از توابع فرمانداری ایروان در امپراتوری روسیه به دنیا آمد. ابتدا به تحصیل در منزل پرداخت و سپس در دارالمعلمین ایروان درس خواند. میرزا جبار پس از فارغ‌التحصیلی از دانشسرای عالی یادشده در سال ۱۹۰۲، در یک امتحان شرکت کرده و موفق به اخذ جواز تدریس شد. از ماه سپتامبر سال ۱۹۰۲ به عنوان آموزگار در مدرسه‌ای در منطقه نهرم در نخجوان مشغول به کار شد.
در سال ۱۹۰۳ در منطقه «قمرلی» و در سال ۱۹۰۴ در «ایمان‌شالی» به تدریس ادامه داد. از سال ۱۹۰۵ تا ۱ سپتامبر ۱۹۰۶ ناظم مدرسه «قمرلی» بود.
تا ۱۹ ژانویه ۱۹۱۳ به عنوان دانشیار زبان آذربایجانی در دارالمعلمین ایروان فعالیت داشت.
در ۱ سپتامبر سال ۱۹۰۶ از میرزا جبار محمدزاده دعوت شد تا در پیش‌دبستانی بنیانگذاری شده توسط «ابادالله‌بیگ مغانلینسکی» در ایروان زبان روسی و ریاضیات را تدریس کند. جنگ جهانی اول باعث شد که حکومت امپراتوری روسیه مدرسه را از شهر مرزی ایروان به آرماویر منتقل کند. میرزا جبار محمدزاده بین ۲ فوریه سال ۱۹۱۵ الی مه ۱۹۱۶ به کار خود در آنجا نیز استمرار بخشید. تا آن زمان سه کتاب تألیف شده از سوی وی به چاپ رسیده بود.
داشناک‌ها به دنبال آنکه در سال ۱۹۱۸ در ارمنستان قدرت را به دست گرفتند، مدرسه ایروان و دانشسرای عالی فوق‌الذکر را تعطیل کردند. بنابر این، میرزا جبار محمدزاده با خانواده خود به نخجوان نقل مکان کرد و در کنار اینکه به تدریس زبان‌های ترکی آذربایجانی، ترکی استانبولی و روسی در مدرسه می‌پرداخت، در دفاع از نخجوان در برابر حملات داشناک‌ها هم حضور می‌یافت.
پس از تصرف ارمنستان توسط بلشویک‌ها در سال ۱۹۲۰، میرزا جبار محمدزاده به ایروان برگشت. در اواخر همان سال از ایروان به باکو منتقل شد و مسیر تدریس را آنجا در دانشگاه‌های دولتی آذربایجان، تربیت مدرس و تعاون آذربایجان ادامه داد. علاوه بر شعرسرایی، پشوهش‌هایی در زمینه زبان‌شناسی هم انجام داده و کتابچه راهنمایی به نام «روش‌شناسی آموزش زبان آذربایجانی» به تحریر درآورد. در دهه ۱۹۲۰ بیست جلد کتاب درسی مختص مدارس ابتدایی و متوسطه به زبانهای آذربایجانی و روسی به صورت تنهایی و مشترک تدوین کرد. بعداً به عنوان رئیس یک دانشکده و دانشیار در دانشگاه تعاون آذربایجان کار کرد. در سال ۱۹۳۵ لقب‌های علمی «نامزد علوم» و پروفسور در رشته زبان و ادبیات و نیز در سال ۱۹۳۷ دکترای علوم را به دست آورد.
در جریان پاکسازی بزرگ و در اکتبر ۱۹۳۷ میرزا جبار محمدزاده و اعضای خانواده اش توسط حکومت شوروی دستگیر شدند. او در پرونده تحقیقاتی شماره ۱۲۴۹۳ مجرم شناخته و تیرباران شد. چ= همسر و دخترش تبعید شدند. در سال ۱۹۵۷ بی گناهی اش محرز و اثبات شد و پس از مرگش تبرئه شد.ref>Али Саидов (2018-12-23). "Ровесник республики" (به روسی). kaspiy.az. Archived from the original on 2022-11-03. Retrieved 2022-11-03.</ref> His wife and daughter were exiled. He was acquitted in 1957 after his innocence was proven.